# 브룩 로페즈
브룩 로페즈(Brook Lopez, 1988년 4월 1일 ~ )은 미국의 농구 선수이자 2018-19시즌 현재 밀워키 벅스 소속이다. (이전 시즌까지 로스앤젤레스 레이커스 소속) NBA선수 로빈 로페즈(Robin Lopez)는 브룩 로페즈의 쌍둥이 동생이다. 등번호는 대부분의 동구권 장신 센터들과 마찬가지로 네츠 레이커스 시절과 똑같이 모두 11번이다. 키는 213cm인 센터이다.